# 灰谷えみ
灰谷 えみ（はいたに えみ）は、日本で活動していた女優。

## 出演

### テレビドラマ
- LIAR GAME（2007年、フジテレビ） - LGT事務局関係者 役
- ハチワンダイバー（2008年、フジテレビ）
- 駅弁刑事・神保徳之助 2（2008年、TBS）
- ケータイ捜査官7 第10話（2008年、テレビ東京）

### 映画
- ブラブラバンバン（2008年）